# Chuszam
Chuszam (arab. خشام) – miasto w Syrii, w muhafazie Dajr az-Zaur. W 2004 roku liczyło 7021 mieszkańców.